# Estret de Kara
L'estret de Kara (en rus: Пролив Карские Ворота) és un estret situat a l'Àrtida de Rússia, que connecta les aigües del mar de Kara i les del mar de Petxora, el braç sud-oriental del mar de Barentsz.
Localitzat entre la punta nord de l'illa Vaigatx i la punta sud de l'illa Iujni de l'arxipèlag de Nova Terra, té una amplada de 56 km i una longitud de 33 km. La profunditat varia dels 7 metres fins als 230 metres. Administrativament pertany a Nenètsia, un districte autònom de l'óblast d'Arkhànguelsk.
L'estret de Kara va ser una important via marítima en els inicis de l'exploració del pas del Nord-est, un dels dos estrets, juntament amb l'estret de Iugor, que obrien el camí de la mar de Kara.

## Vegeu també

Mapa que mostra l'illa Vaigatx. L'estret de Kara està entre l'illa Vaigatx i l'illa Iujni (de Nova Terra)